# Phenylbrenztraubensäure
Phenylbrenztraubensäure ist als Derivat der Brenztraubensäure eine α-Ketosäure und Abbauprodukt der Aminosäure Phenylalanin.

## Herstellung und Gewinnung
Eine technische Synthese von Phenylbrenztraubensäure geht vom Benzylchlorid aus, welches mittels Kohlenmonoxid und Dicobaltoctacarbonyl als Katalysator doppelt carbonyliert wird.

## Eigenschaften

### Physikalische Eigenschaften
Für die Verbindung kann ein Tautomeriegleichgewicht mit einer Keto- und einer Enolstruktur formuliert werden. In fester Phase können zwei polymorphe Formen auftreten, die bei 155 °C (Form I) und 162 °C (Form II) schmelzen. Form II ist bei Raumtemperatur instabil und wandelt sich innerhalb von zwei Tagen in Form I um. IR- und Raman-spektroskopische Untersuchungen zeigten, dass in beiden festen Formen die Enolstruktur vorliegt. In Lösung hängt die Lage des Tautomeriegleichgewichts von der Art des Lösungsmittels ab. Während in aprotischen Lösungsmitteln wie Tetrachlorkohlenstoff und DMSO die Enolform dominiert, liegt in wässriger Lösung eine durch Hydratation stabilisierte Ketoform vor. Mit einem pKS-Wert von 2,54 ist Phenylbrenztraubensäure eine starke Säure.

### Chemische Eigenschaften
Phenylbrenztraubensäure kann durch die Behandlung mit Ammoniak oder Ammoniumsulfat in wässrigem Medium in racemisches Phenylalanin bzw. dessen Säureamid überführt werden. Die Synthese des enantiomerenreinen (S)-Isomers oder (R)-Isomers gelingt in enzymatischen Reaktionen.

## Biologische Bedeutung
Phenylbrenztraubensäure wird bei der angeborenen Stoffwechselstörung Phenylketonurie in hohen Konzentrationen mit dem Urin ausgeschieden. Gibt man der Säure bei der Fölling-Probe Eisen(III)-chlorid bei, tritt eine charakteristische Grünfärbung auf.